# Margaret Gilbert
Margaret Gilbert, née le 29 mars 1942, est une philosophe britannique. Elle est professeur de philosophie à l'Université du Connecticut aux États-Unis depuis 1983.

## Biographie
Margaret Gilbert a fait ses études à l'Université de Cambridge (Girton College), ainsi qu'à l'Université d'Oxford (St. Anne’s College).
Elle a donné de nombreuses conférences à travers le monde, et a notamment occupé des postes de recherche à l'Université de Princeton, l'Université de Californie à Los Angeles, l'Université d'Oxford et King's College (Londres).

## Œuvres
- On Social Facts, 1989
- Living Together: Rationality, Sociality, and Obligation, 1996
- Sociality and Responsibility: New Essays in Plural Subject Theory, 2000
- Marcher Ensemble: Essais sur les Fondements de la Vie Collective, 2003